# シャムハト
シャムハト（英:Shamhat、アッカド語: 𒊩𒌑𒉺 𒊩𒌑𒉺  、古バビロニア語版のギルガメシュ叙事詩ではShamkatとも呼ばれる  ）は、ギルガメシュ叙事詩の第一と第二の書版に登場し、第七の書板で言及される女性。未開の荒野に生きるエンキドゥを文明へ導く、重要な役割を果たした神聖娼婦。

## 叙事詩での役割
シャムハトは第一の書版において、ギルガメシュのライバルとして神々が創造した男エンキドゥを手懐けるという、不可欠な役割を果たしている。彼女は神聖な神殿の娼婦またはハリムトゥであり 、自身の魅力でエンキドゥを誘惑し、継続的な愛情を通して彼を野生から文明人へ開化させるよう頼まれた。シャムハトはエンキドゥが現れた水源に行き、彼にその身をさらす。エンキドゥはシャムハトに六日七夜にわたり愛を注いだ（2015年に発見され2018年に解読された断片では、性交は2週間に及び、エンキドゥのウルクでの生活についての会話も含まれていたことが明らかになった ）。
エンキドゥにとって残念なことに、この長い性交の後、それまで仲間であった野生動物たちはエンキドゥを怖がり背を向けた。シャムハトはギルガメシュが王であるウルク市（文明世界）に加わるようエンキドゥを説得し、野生動物との生活を拒否した。その後ギルガメシュとエンキドゥは親友になり、多くの冒険を経験する。
エンキドゥは死に瀕した際シャムハトに怒りを表し、彼女が自分を文明世界に連れ出したことを非難した。エンキドゥはシャムハトを呪う言葉を吐くが、シャマシュは彼女が食事と服を与えてくれたことを思い出させる。するとエンキドゥは怒りを鎮め、すべての人が彼女を愛し、贈り物をするようにと祝福した。 

## 意義
シャムハトの名前は「甘美なもの」を意味する。 
野生から文明へと性交を通じてエンキドゥを変化させるシャムハトの役割は、広く議論されてきた。リフカー・ハリスは、「エンキドゥを自然と野生動物とともに生きる存在から人間へ変化させるという娼婦の中間的な役割は重要である」と主張している。 
古典主義者のポール・フリードリッヒによれば、シャムハトの性的技能は「巧みで洗練された官能性と文明の間のつながり」を作り出している 。彼女の性的な技能は、基本的な動物の衝動が、どのように洗練され「文明化」された存在になるかをエンキドゥに理解させようと導く。メソポタミア人は、売春は文明の基本的な特徴の1つであると信じていた 。荒野を出た後、シャムハトはエンキドゥの文明世界における「母」となり、食事やワインの飲み方、身なりの整え方など生活の基本を教えた。